# Jay Podolnick
Jay Aaron Podolnick é um produtor musical e baixista estadunidense, conhecido por seu trabalho com a banda Mariani, e por ser o dono da gravadora "Villa Muse Studios".

## Discografia

### Solo (Como Jay Aaron)
| Ano  | Álbum      | Faixas | Ref.        |
| ---- | ---------- | --- | ----------- |
| 1990 | Inside Out | 1.Misery's Edge 4:43 2.Don't Let Go 4:21 3.Call Me Tonight 3:46 4.Burning High And Bright 7:02 5.I Believe In You 3:57 6.Ronda 3:45 7.All Day Long 4:34 8.Loving You Is Like Holding The Wind 6:29 9.Carry The Wheel 4:46 10.You're So Far Away 5:20 | [ 4 ] [ 5 ] |

### Com a bandaMariani
- 1970 - Perpetuum Mobile - baixista, vocais de apoio

### ComLloyd Allen
- 1984 - I Keep Looking At You - baixista[6]

### Outros Trabalhos Musicais
| Ano  | Banda/Artista      | Álbum            | Trabalho                                                                      | Notas                                                        |
| ---- | ------------------ | ---------------- | ----------------------------------------------------------------------------- | ------------------------------------------------------------ |
| 1975 | The Electromagnets | Electromagnets   | Engenheiro musical                                                            | O CD foi gravado ao vivo em 1975, mas só foi lançado em 1996 |
| 1984 | Stephen Doster     | Rosebud          | Produtor e Engenheiro musical                                                 |                                                              |
| 1984 | Ēbn-Ōzn            | Feeling Cavalier | Back vocals                                                                   |                                                              |
| 1986 | Eric Johnson       | Seven Worlds     | Produtor e Engenheiro musical Co-autoria da faixa "Showdown" e "Emerald Eyes" |                                                              |

## Outros Trabalhos
- Produtor Executivo do Documentário “Steamboat; Beyond 6th St.”